# アルフォンソ天文表

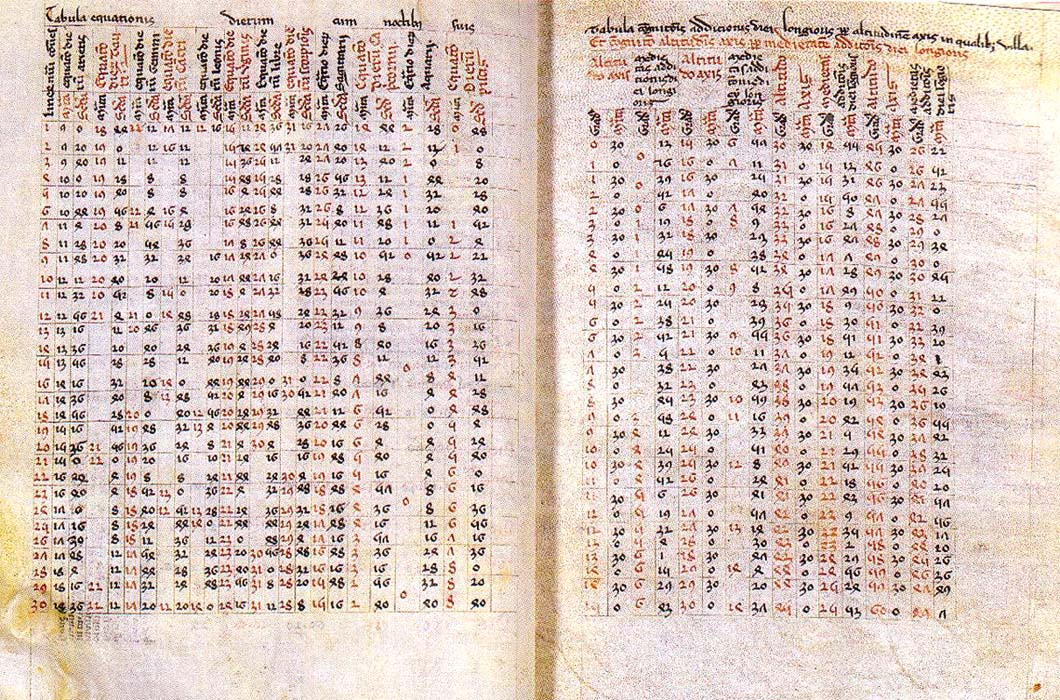
アルフォンソ天文表

『アルフォンソ天文表』または『アルフォンソ表』（西：Tablas alfonsíes）は、13世紀にカスティーリャ王アルフォンソ10世が作らせたとされる天文表、すなわち天体の位置、日月食などの現象や暦の計算のためのマニュアルである。
それまで用いられていた、11世紀にアッ＝ザルカーリーらによって作られた『トレド天文表』を置き換えるもので、『トレド天文表』とおなじく、イベリア半島や北西アフリカの天文学の成果に基づいている。ユダヤ人の天文学者アイザック・イブン・シッド(Isaac ben Sid)とモーゼス・ハ・コーエン(Moses ha-Kohen de Tordesillas)が中心になって編纂された。1252年頃に着手、1270年頃に完成したとみられる。
当初は俗語のカスティーリャ語で編纂され、どこかの時点でラテン語版も作られた。さまざまな版があり、それらの版の間の違いは非常に大きい。ラテン語の、パリ大学に関係のある天文学者らによって1320年頃に集成された、『パリの（あるいは「ラテン語の」）アルフォンソ天文表』が最も広く拡散した。これとの区別を意識するときは、カスティーリャ語のオリジナルは『トレドのアルフォンソ天文表』、あるいは『カスティーリャ語のアルフォンソ天文表』という。両者は用いる座標系や太陽年の長さなどに違いがあり、両者の関係には様々な議論があった。しかし、現在は大体において、パリ版もまたトレド版とおなじく、イベリア半島や西北アフリカの天文学によっていると考えられている。
パリ版においては、1年の長さの平均値を365日5時間49分16秒とした。これは、その後の精密な観測による値、365日5時間48分46秒 と比べて、30秒の誤差でしかない（ただし、この見かけ上のもので、実際の観測によって得られたものではない。）。
16世紀にコペルニクスの『天球の回転について』に基づくエラスムス・ラインホルトの天体運行表『プロイセン表』（Prutenicae Tabulae）が作られるまで、ヨーロッパで最も一般的な天体運行表であった。ゲオルク・プールバッハの『惑星の新理論』（Theoricae novae planetarum）の中で用いられている。16世紀のグレゴリオ暦への改暦においても、参考にされている。